# Esmeralda (Oruro)
Esmeralda (auch: Amanzanada Esmeralda) ist eine Ortschaft im Departamento Oruro im Hochland des südamerikanischen Anden-Staates Bolivien.

## Lage im Nahraum
Esmeralda ist der zentrale Ort des Municipios Esmeralda in der Provinz Litoral und liegt auf dem bolivianischen Altiplano. Esmeralda liegt auf einer Höhe von 3747 m am Westhang eines Gebirgsmassivs aus zwei quartären Schichtvulkanen, dem Pacha Kkollu Quimsa Misa (4702 m) im Nordwesten und dem Inca Camacho (4792 m) im Osten.

## Geographie
Das Klima ist semiarid und weist eine kurze Regenzeit im Sommer auf, der Jahresniederschlag liegt bei niedrigen 200 mm (siehe Klimadiagramm Sabaya). Die Jahresdurchschnittstemperatur liegt bei knapp 7 °C ohne wesentliche Schwankungen im Jahresverlauf, aber mit starken Tagesschwankungen der Temperatur und häufigem Frostwechsel.
Die Vegetation im Raum Esmeralda entspricht der semiariden Puna. Sie ist baumlos und setzt sich vor allem aus Dornsträuchern, Gräsern, Sukkulenten und Polsterpflanzen zusammen. Sie wird wirtschaftlich als Lama-, Alpaka- und Schafweide genutzt.

## Verkehrsnetz
Esmeralda liegt in einer Entfernung von 168 Straßenkilometern südwestlich von Oruro, der Hauptstadt des Departamentos.
Von Oruro aus führt die unbefestigte Nationalstraße Ruta 12 über Toledo, Ancaravi und Huachacalla nach Esmeralda. Die Straße führt weiter über Sabaya nach Pisiga an der chilenischen Grenze und nach Colchane in Chile.

## Bevölkerung
Die Einwohnerzahl der Ortschaft ist im vergangenen Jahrzehnt auf etwa das Doppelte angestiegen:
| Jahr | Einwohner | Quelle       |
| ---- | --------- | ------------ |
| 1992 | .         | keine Daten  |
| 2001 | 119       | Volkszählung |
| 2012 | 231       | Volkszählung |
| 2024 |           | Volkszählung |

Die Region weist einen hohen Anteil indigener Bevölkerung auf, im Municipio Esmeralda sprechen 81,6 Prozent der über 6-Jährigen Aymara.